# 熱身運動
熱身運動（英語：Warming up）是指運動或比賽前，讓身體能夠適應激烈活動的準備動作，如伸展、拉筋、柔軟操等等。目的是要提升體溫，使身體變得較暖和。熱身運動可以預防或減少運動傷害，更可增進肌肉反應靈活，所以無論做任何運動，事前的熱身運動非常重要。

## 目的
熱身運動目的是促使人體能夠從平常安靜的狀態，過渡至正式運動時緊張的肌肉活動狀態。熱身運動不足有機會造成肌肉、肌鍵、韌帶等的撕裂及創傷。正式運動前先做熱身運動，就能夠提高中樞神經的興奮，從而增強身體各器官及系統的活動能力。進行熱身運動時，應先從一般性準備活動開始，這類活動包括輕鬆的步行、慢跑、跳躍及伸展運動（柔軟體操）等練習。接下來就可以進行專門性的準備活動，這類活動的動作結構、節奏、強度和速度等，都近乎於正式的運動項目。

## 要點
1. 運動量應由小開始，逐漸增加，達到剛好出汗的效果。
2. 不要太劇烈，以免引致疲勞。
3. 熱身運動應包括緩步跑及伸展運動。
4. 熱身運動也應包括即將要進行的動作技術。
5. 熱身運動的內容應分配：慢跑 → 伸展運動 → 技術動作練習
6. 天氣冷時，熱身運動時間應延長至20分鐘。
7. 熱身至輕微出汗前不宜急於脫掉運動外套和長褲，這會妨礙熱身的效果。